# (3120) Данграния
(3120) Данграния (лат. Dangrania) — типичный астероид главного пояса, открыт 14 сентября 1979 года советским астрономом Николаем Черных в Крымской астрофизической обсерватории и 2 апреля 1988 года назван в честь советского и российского писателя Даниила Гранина.

## Обнаружение и именование
(3120) Данграния
Открыт 14 сентября 1979 года в Научном Н. С. Черных.
Назван в честь советского писателя Даниила Александровича Гранина, чьи произведения в основном посвящены учёным и исследователям.
Оригинальный текст (англ.)3120 Dangrania
Discovered 1979-09-14 by Chernykh, N. at Nauchnyj.
Named in honor of Daniil Aleksandrovich Granin, Soviet writer whose work is mainly about scientists and researchers.
Источники: DISCOVERY.DB; M.P.C. 12970.

## Орбита

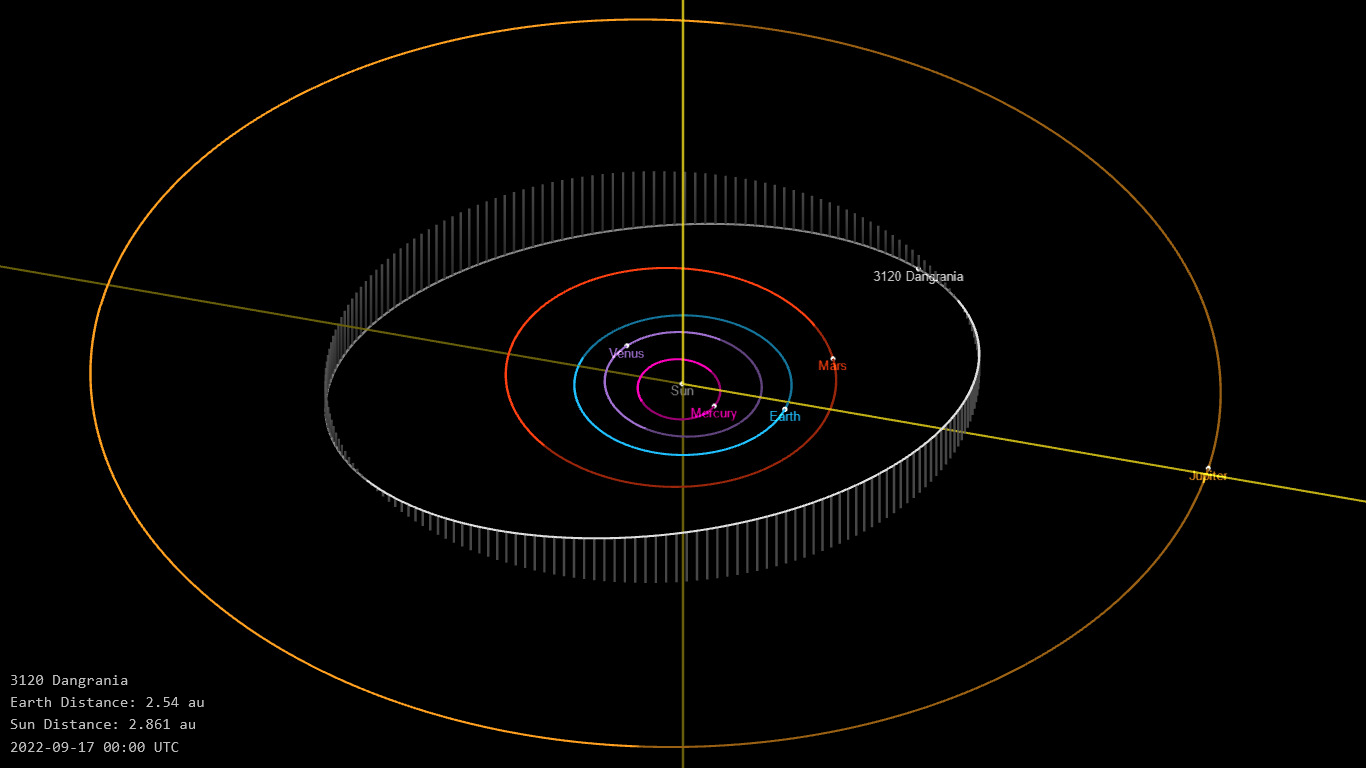
Орбита астероида Данграния и его положение в Солнечной системе

## Физические характеристики
Астероид относится к таксономическому классу C.
По результатам наблюдений в видимом и ближнем инфракрасном диапазоне космического телескопа NEOWISE и наблюдений в инфракрасном диапазоне спутника Akari диаметр астероида оценивался равным 15,481±0,325 км и 11,07±1,30 км. Согласно тем же источникам альбедо оценивается как 0,1688±0,0385, 0,330±0,079 и 0,169±0,039.